# Zbigniew Gnutek
Zbigniew Gnutek (ur. 15 września 1947 w Braszowicach) – polski inżynier mechanik.

## Życiorys
Uczęszczał do Technikum Budowy Silników Lotniczych we Wrocławiu, zdając maturę w 1966 r, po czym rozpoczął studia na Wydziale Mechaniczno-Energetycznym Politechniki Wrocławskiej ukończone w 1972 r. Po studiach rozpoczął pracę w Zakładzie Termodynamiki Instytutu Techniki Cieplnej i Aparatury Przemysłowej Politechniki Wrocławskiej, a po zmianach organizacyjnych w Instytucie Techniki Cieplnej i Mechaniki Płynów Politechniki Wrocławskiej. Pracę doktorską obronił w 1977 i awansował na stanowisko adiunkta. W 1998 otrzymał stopień doktora habilitowanego w zakresie budowy i eksploatacji maszyn, a w 2005 r. tytuł profesora i etat profesora na Wydziale Mechaniczno-Energetycznym Politechniki Wrocławskiej. Prodziekan (1993–1999), dziekan (1999–2005  i od 2012 r.) na Wydziale Mechaniczno-Energetycznym Politechniki Wrocławskiej, członek senatu Politechniki Wrocławskiej (1999–2008). Równolegle od 2010 r. rozpoczął pracę w Instytucie Inżynierii Rolniczej Wydziału Przyrodniczo-Technologicznego Uniwersytetu Przyrodniczego we Wrocławiu. Członek Komisji ds. Energii przy Ministrze Nauki i Szkolnictwa Wyższego (2006–2007).
Specjalista w zakresie teorii maszyn i urządzeń cieplnych – kriogeniki, teorii maszyn objętościowych i konwersji energii, prowadził badania także w zakresie odnawialnych źródeł energii, energii ze źródeł odpadowych, a także mikrosiłowni z nisko wrzącymi czynnikami. Autor lub współautor 175 publikacji, w tym 5 książek, promotor 10 doktorów. Członek Międzynarodowego Instytutu Chłodnictwa w Paryżu, Sekcji Termodynamiki Komitetu Termodynamiki i Spalania Polskiej Akademii Nauk oraz Polskiego Towarzystwa Mechaniki Teoretycznej i Stosowanej.
Odznaczony Medalem Komisji Edukacji Narodowej.